# دریاچه خضرمنتش
دریاچه خضرمنتش (ترکی استانبولی: Hıdırmenteş Gölü) یک دریاچه در استان وان کشور ترکیه است.